# Пальменбах, Елизавета Александровна
Елизаве́та Алекса́ндровна Пальменба́х (урождённая баронесса Черка́сова; 1761 — 23  июня (5 июля) 1832) — фрейлина российского императорского двора, начальница Смольного института благородных девиц в 1797—1802 годах.

## Биография
Родилась в 1761 году. Родители — Александр Иванович Черкасов и Екатерина Ивановна, принцесса Бирон. Получила воспитание в Смольном институте благородных девиц, который окончила с шифром в 1779 году, получив звание фрейлины. 16 августа 1780 года вышла замуж за полковника Евстафия (Августа) Ивановича Пальменбаха. Венчались в Петербурге в Исаакиевском соборе.
В 1796 году была назначена помощницей С. И. де Лафон, начальницы Смольного института, а после смерти последней, в августе 1797 года, назначена начальницей этого заведения «с присвоением ей по месту титула превосходительства» и занимала эту должность до 1802 года. Пользовалась полным доверием императрицы Марии Федоровны, которая поручила ей воспитание двух дочерей А. Х. Бенкендорфа, а также принцесс Бирон. В 1801 году пожалована орденом Святой Екатерины Малого креста.
Скончалась в Санкт-Петербурге 23 июня (5 июля) 1832 года, похоронена на Смоленском православном кладбище.
Надпись на памятнике:

Здесь покоится тело кавалерственной дамы
Елисаветы Александровны Пальменбах,
урожденной баронессы Черкасовой,
скончавшейся 23-г о июня 1832 г.,
на 71-м году от роду.

Имела трёх дочерей: Софию (1781—1839, вышла замуж за сенатора П. Л. Батюшкова), Александру (1784—1836, замужем за сенатором А. Я. Бюлером) и Екатерину.

## Память
30 июля 1864 года в её честь была назван Пальменбахский переулок близ Смольного монастыря (с 1877 года — Пальменбахская улица, ныне улица Смольного).